# Државни удар у Египту (2013)
Државни удар у Египту извршила је египатска војска 3. јула 2013. године, с циљем свргавања с власти дотадашњег председника Мухамеда Мурсија. Повод за пуч били су масовни протести широм земље који су отпочели крајем јуна а омасовили се 1. јула. Војска је 1. јула дала ултиматум Мурсију да разреши кризу до 3. јула, али пошто Мурси није ништа постигао, срушен је с власти и стављен у кућни притвор.

## Позадина
Дугогодишњи египатски председник Хосни Мубарак срушен је с власти фебруара 2011, након 18-дневних демонстрација. Јуна исте године одржани су председнички избори на којима је победио Мухамед Мурси. Међутим, стање у држави није се посебно стабилизовало, те су протести и даље трајали различитим интензитетом. Априла 2013. био је основан покрет Тамарод који је захтевао одлазак Мурсија. Покрет су основали чланови Египатског покрета за промене који се још од 2004. залагао за политичке реформе у Египту.
Масовни протести против Мурсија започети су 28. јуна 2013. у Каиру и убрзо су се проширили целим Египтом, а њихови вође дали су Мурсију ултиматум да поднесе оставку до 3. јула. Ујутру 1. јула демонстратни су провалили у седиште Муслиманске браће и опљачкали просторије, при чему је погинуло 8 људи.
Египатске оружане снаге су 1. јула предале ултиматум Мурсију да реши ситуацију с демонстрацијама до 3. јула и запретиле да ће бити принуђене интервенисати ако се ситуација до тада не реши. Наредног су дана четири министра из Мурсијевог кабинета дала оставку, након чега су у парламенту остали само припадници Партије слободе и правде. Мурси је изјавио да ће „бранити легитимност свог кабинета животом“, те оптужио Мубаракове присталице да искориштавају протесте како би „срушили владу и демократију“.

## Пуч
Генерал Абдел Фатах ел Сиси објавио је 3. јула на јавној телевизији да је уклонио Мурсија с власти, суспендовао устав и планира да ускоро сазове нове изборе. Војна возила распоређена су на кључне локације у Каиру, а Мурси је стављен у кућни притвор. Верује се да се налази у баракама Републиканске гарде. Сиси је именовао бившег председника Врховног уставног суда, Адлија Мансура, за вршиоца дужности председника, функција коју је он званично преузео 4. јула.
Мурси је описао своје уклањање као чисти државни удар од стране генерала Сисија. По објави пада Мурсија, демонстранти на тргу Тахрир одушевљено су поздравили овај чин и узвикивали „Бог је велик!“ и „Живео Египат!“. Пуч је оправдао и вођа опозиције Мухамед ел Барадеи описавши га као нужан чин да се одржи Револуција. Пуч су подржали, међу осталима, и коптски папа Теодор II, челник Универзитета ел Аџар Усама ел Абд, те један од вођа покрета Тамарод, Мухамед Абделазиз.
Војска је у међувремену похапсила вође Партије слободе и правде те Муслиманске браће. Забранили су путовање у иностранство Мурсију, вођи Муслиманске браће, Мухамеду Бадијеу, и осталим истакнутијим члановима те странке.
Промурсијевски демонстранти су одбили да признају његово уклањање. Муслиманско братство изјавило је да наставља борбу против уклањања Мурсија. Партија се оградила од покушаја убиства вишег официра на Синају 10. јула и изјавила да се залаже за ненасилне мере решавања кризе.

## Реакције
Међународне реакције око пуча су различите. Већина земаља арапског света подржала је пуч или остала неутрална, с изузетком Туниса који га је осудио. Остале државе у свету су углавном осудиле пуч или усвојиле неутралан став. САД су упутиле одмерену изјаву око пуча. Афричка унија је, у складу са својим прописима око нарушавања уставних права државе-чланице, суспендовала Египат. Медији су различито дефинисали овај догађај наводећи да се ради о пучу, а неки да је то била револуција.